# コラッツィエリ

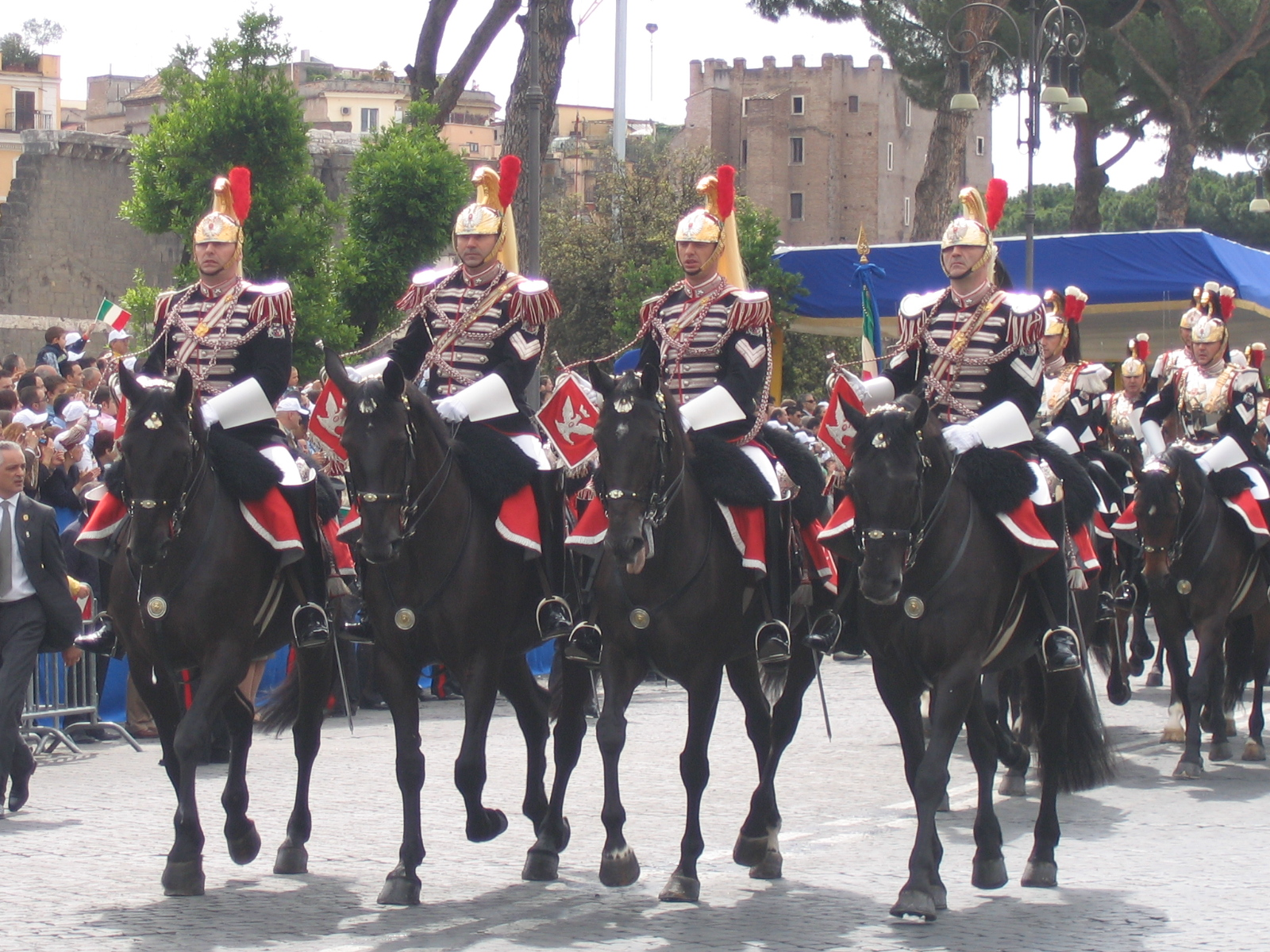
コラッツィエリ

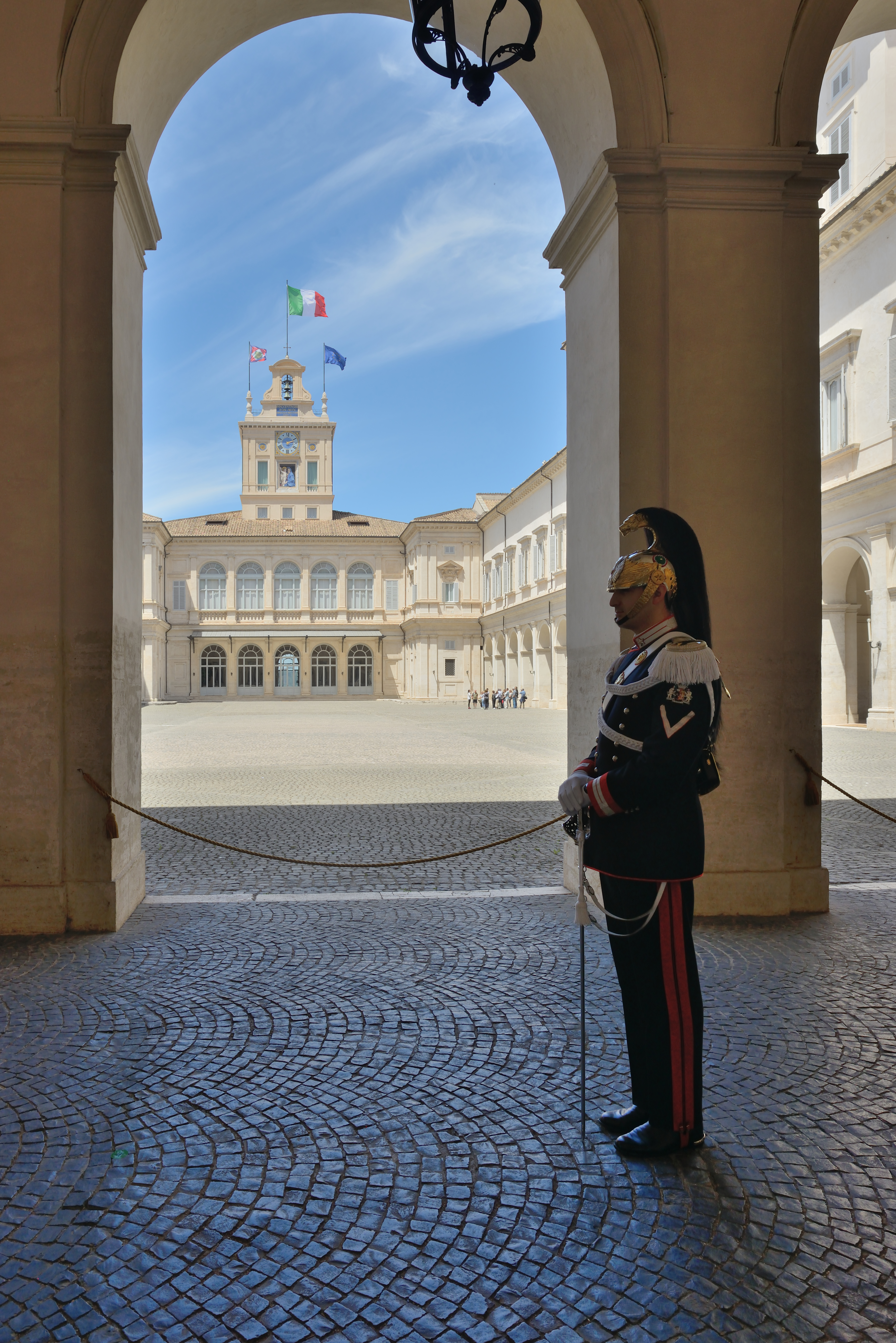
コラッツィエリ

コラッツィエリ(Corazzieri)は、イタリアの大統領に関する儀仗部隊。騎馬部隊であり、カラビニエリの傘下にある。隊員の入隊資格として身長195cm以上が求められている。
部隊の前身は14世紀に設立された騎兵部隊に遡ることができる。16世紀にはサヴォイア公国の精鋭騎兵部隊として、何度かの戦闘に投入されている。その後、胸甲騎兵中隊に改編され、19世紀頃まで戦地における王の護衛部隊であった。1868年のイタリア王国ウンベルト1世と王妃マルゲリータの婚姻の際には、Squadrone Carabinieri Guardie del Reの名称で80名が栄誉礼を行った。1870年にはCarabinieri Guardie del Reの名称で、王の警護部隊となった。
第二次世界大戦後、イタリアが共和制になると共和国大統領に対する儀仗部隊となった。名称は何度も変遷し、1992年にComando Carabinieri Guardie del Presidente della RepubblicaからCorazzieriとなっている。